# William Elliott (ciclista)
William Elliott (4 d'abril de 1995) és un ciclista canadenc. Combina la carretera amb el ciclocròs.

## Palmarès en ruta
- 2016
  - 1r al Tour de Flandes Oriental i vencedor d'una etapa
- 2017
  - 1r a la Volta a la província de Namur i vencedor d'una etapa